# Wilhelm Burandt
Wilhelm Otto Burandt (* 28. Juni 1898 in Wiesbaden; † 15. August 1984 in Montreux) war ein deutscher Beamter und Regierungspräsident in Düsseldorf.

## Leben
Seine Eltern waren der Stadtrat und -ältester in Wiesbaden sowie Kaufmann und Konsul in Veracruz Hermann (1849–1924) und seine Ehefrau Sara.:387 Burandt amtierte als Regierungspräsident vom 15. November 1941 bis zum 31. August 1944, als Nachfolger von Eggert Reeder. Die offizielle Ernennung zum Regierungspräsidenten erfolgte mit Wirkung vom 1. Mai 1942.